# Roccagiovine
Roccagiovine település Olaszországban, Lazio régióban, Róma megyében. Lakosainak száma 258 fő (2023. január 1.). Roccagiovine Licenza, Mandela, San Polo dei Cavalieri és Vicovaro községekkel határos.

## Népesség
A település lakossága az elmúlt években az alábbi módon változott:
| Lakosok száma | 265  | 260  | 258  |
|               | 2017 | 2018 | 2023 |